# Élections municipales de 2014 à Nîmes
Pour un article plus général, voir Élections municipales de 2014 dans le Gard.
Les élections municipales ont eu lieu les 23 et 30 mars 2014 à Nîmes.

## Mode de scrutin
Le mode de scrutin à Nîmes est celui des villes de plus de 1 000 habitants : la liste arrivée en tête obtient la moitié des 55 sièges du conseil municipal. Le reste est réparti à la proportionnelle entre toutes les listes ayant obtenu au moins 5 % des suffrages exprimés. Un deuxième tour est organisé si aucune liste n'atteint la majorité absolue et au moins 25 % des inscrits au premier tour. Seules les listes ayant obtenu aux moins 10 % des suffrages exprimés peuvent s'y présenter. Les listes ayant obtenu au moins 5 % des suffrages exprimés peuvent fusionner avec une liste présente au second tour.

## Candidats
- Jean-Paul Boré (PCF diss.), conseiller Régional du Languedoc-Roussillon
- Françoise Dumas (PS), députée du Gard
- Sylvette Fayet (FG)
- Éric Firoud (Modem)
- Yoann Gillet (FN)
- Jean-Paul Fournier (UMP), sénateur du Gard, président de Nîmes Métropole et maire sortant de Nîmes.
- Élizabeth Pascal (DVD)
- Jean-Louis Wolber (SE)

## Résultats
- Maire sortant : Jean-Paul Fournier (UMP)
- 55 sièges à pourvoir (population légale 2011 : 144 940 habitants)

| Tête de liste                               | Tête de liste        | Liste          | Premier tour | Premier tour | Second tour | Second tour | Sièges |  |
| Tête de liste                               | Tête de liste        | Liste          | Voix         | %            | Voix        | %           | Sièges |  |
| ------------------------------------------- | -------------------- | -------------- | ------------ | ------------ | ----------- | ----------- | ------ |  |
|                                             | Jean-Paul Fournier * | UMP-UDI-MoDem  | 17 491       | 37,18        | 22 491      | 46,80       | 41     |  |
| Passionnément nîmois                        |                      |                | 17 491       | 37,18        | 22 491      | 46,80       | 41     |  |
|                                             | Yoann Gillet         | FN             | 10 241       | 21,77        | 11 734      | 24,42       | 7      |  |
| Nîmes, ville française !                    |                      |                | 10 241       | 21,77        | 11 734      | 24,42       | 7      |  |
|                                             | Françoise Dumas      | PS-PRG         | 6 929        | 14,73        | 6 699       | 13,94       | 3      |  |
| Nîmes capitale                              |                      |                | 6 929        | 14,73        | 6 699       | 13,94       | 3      |  |
|                                             | Sylvette Fayet       | FG-EELV        | 5 664        | 12,04        | 7 130       | 14,84       | 4      |  |
| Vivons Nîmes ensemble                       |                      |                | 5 664        | 12,04        | 7 130       | 14,84       | 4      |  |
|                                             | Jean-Paul Boré       | PCF diss.      | 4 340        | 9,23         |             |             |        |  |
| Tous pour Nîmes avec Jean-Paul Boré         |                      |                | 4 340        | 9,23         |             |             |        |  |
|                                             | Éric Firoud          | SE             | 1 377        | 2,93         |             |             |        |  |
| Nîmes en avant !                            |                      |                | 1 377        | 2,93         |             |             |        |  |
|                                             | Jean-Louis Wolber    | SE             | 627          | 1,33         |             |             |        |  |
| Agir pour Nîmes                             |                      |                | 627          | 1,33         |             |             |        |  |
|                                             | Élizabeth Pascal     | DVD            | 368          | 0,78         |             |             |        |  |
| Tous nîmois tous ensemble Nîmes notre ville |                      |                | 368          | 0,78         |             |             |        |  |
|                                             |                      |                |              |              |             |             |        |  |
| Inscrits                                    | Inscrits             | Inscrits       | 85 991       | 100,00       |             | 100,00      |        |  |
| Abstentions                                 | Abstentions          | Abstentions    | 37 460       | 43,56        |             |             |        |  |
| Votants                                     | Votants              | Votants        | 48 531       | 56,44        |             |             |        |  |
| Blancs et nuls                              | Blancs et nuls       | Blancs et nuls | 1 494        | 3,08         |             |             |        |  |
| Exprimés                                    | Exprimés             | Exprimés       | 47 037       | 96,92        | 48 054      |             |        |  |
| * Liste du maire sortant                    |                      |                |              |              |             |             |        |  |